# Milan Kadlec (cyclisme, 2004)
Milan Kadlec, né le 27 avril 2004 à Prague, est un coureur cycliste tchèque. 

## Biographie
Milan Kadlec est le fils de son homonyme Milan Kadlec, qui a lui-même été cycliste professionnel. Entraîné par ce dernier, il commence à faire du vélo de manière sérieuse vers l'âge de treize ans, après avoir joué au hockey. Il participe à des compétitions sur route et sur piste,.  
Dans les rangs juniors, il se distingue en devenant champion d'Europe de la course aux points en 2021, ou encore champion d'Europe et champion du monde de l'américaine en 2022. Il décroche par ailleurs divers titres de champion national. Sur route, il remporte une couse internationale slovaque ainsi qu'une étape du Saarland Trofeo. Il obtient également des places d'honneur sur des étapes de la Course de la Paix juniors. 
En 2023, il intègre l'équipe de développement du Team dsm-firmenich PostNL. Durant sa première année, il devient vice-champion de Tchéquie sur route chez les espoirs. Il termine aussi deuxième de la dernière étape de la Course de la Paix espoirs. Sa saison 2024 est en revanche vierge de résultats notables. Il quitte ensuite le centre de formation du Team dsm pour rejoindre la formation Elkov-Kasper  en 2025. 

## Palmarès sur route

### Par année
- 2021
  - Medzinárodné dni cyklistiky Dubnica nad Váhom
  - 2e du championnat de Tchéquie sur route juniors
- 2022
  - 2e étape du Saarland Trofeo
  - 3e étape de l'Orlicka Lanškroun Juniors
  - 2e du championnat de Tchéquie sur route juniors
  - 2e de l'Orlicka Lanškroun Juniors
  - 3e du championnat de Tchéquie du contre-la-montre juniors
- 2023
  - 2e du championnat de Tchéquie sur route espoirs

### Classements mondiaux
| Année           | 2023 |
| --------------- | ---- |
| UCI Europe Tour | 894e |

## Palmarès sur piste

### Championnats du monde
| Édition / Épreuve       | Américaine |
| Tel Aviv 2022 (juniors) | Or         |

### Championnats d'Europe
| Édition / Épreuve        | Course aux points | Américaine |
| Apeldoorn 2021 (juniors) | Or                | Bronze     |
| Anadia 2022 (juniors)    |                   | Or         |

### Championnats nationaux
- 2021
  -  Champion de Tchéquie de poursuite juniors
  - 3e du championnat de Tchéquie de poursuite par équipes
- 2022
  -  Champion de Tchéquie de poursuite
  -  Champion de Tchéquie de course aux points
  -  Champion de Tchéquie de l'omnium
  -  Champion de Tchéquie de poursuite par équipes (avec Jan Voneš, Petr Vávra et Petr Fiala)
  -  Champion de Tchéquie de l'américaine juniors (avec Matyáš Koblížek)
  -  Champion de Tchéquie de poursuite juniors
  - 2e du championnat de Tchéquie de l'élimination